# Philipp Scheucher (Fußballspieler)
Philipp Scheucher (* 19. Oktober 2001) ist ein österreichischer Fußballspieler.

## Karriere
Scheucher begann seine Karriere beim USV Gnas. Im April 2017 spielte er erstmals für die Reserve von Gnas in der achtklassigen 1. Klasse. Im Juni 2017 debütierte er gegen den TSV Pöllau für die erste Mannschaft in der Landesliga. In jener Partie, die Gnas mit 2:0 gewann, erzielte er zudem direkt sein erstes Landesligator. Ab der Saison 2017/18 spielte er regelmäßig für die Kampfmannschaft und kam in jener Spielzeit zu 22 Landesligaeinsätzen. In der Saison 2018/19 absolvierte der Flügelstürmer 27 Partien in der vierthöchsten Spielklasse. In den COVID-bedingt abgebrochenen Saisonen 2019/20 und 2020/21 kam er zu sieben bzw. zwölf Einsätzen.
Zur Saison 2021/22 wechselte Scheucher zum Zweitligisten SV Lafnitz. In Lafnitz spielte er allerdings zunächst für die ebenfalls viertklassigen Amateure. Im Oktober 2021 debütierte er schließlich in der 2. Liga, als er am zwölften Spieltag jener Saison gegen den SK Vorwärts Steyr in der Startelf stand. Insgesamt kam er zu 23 Zweitligaeinsätzen für Lafnitz.
Zur Saison 2023/24 wechselte er zum Regionalligisten ASK Voitsberg.